# Batalha de Dak To
A Batalha de Đắk Tô foi uma série de combates travadas durante a Guerra do Vietnã que aconteceu entre 3 e 23 de novembro de 1967, na província de Kon Tum, na região das terras altas centrais do Vietnã do Sul. A luta começou como uma série de engajamentos no vilarejo de Đắk Tô após uma série de ofensivas instigadas pelo Exército do Povo do Vietnã (EPV). A batalha tomou grandes proporções nas regiões de Lộc Ninh (na província de Binh Phuoc), Song Be (na província de Phước Long) e nas bases americanas de Con Thien e Khe Sanh (na província de Quang Tri). O objetivo do exército norte-vietnamita era distrair as forças americanas e sul-vietnamitas em direção as fronteiras para preparar o caminho para a Ofensiva do Tet.
No verão de 1967, o exército do Vietnã do Norte iniciou suas ofensivas em Kon Tum. As tropas americanas lançaram inúmeras missões de "busca e destruição" na chamada Operação Greeley, apoiados por militares sul-vietnamitas. A luta foi intensa, com combates acontecendo nas florestas e montanhas. Os Estados Unidos usou seu vasto poderio aéreo para destruir as posições comunistas e abrir caminho para a sua infantaria.
Os comunistas enviaram reforços, forçando os americanos a comprometer mais tropas nessa luta. Ao fim de novembro, os soldados do Vietnã do Norte recuaram. Apesar das baixas sofridas, a vontade de lutar dos comunistas não se deteriorou, levando vários generais americanos a questionar a estratégia empregada pelo Pentágono. A imprensa nos Estados Unidos criticou a batalha e sua aparente inutilidade estratégica.
A luta em Đắk Tô terminou em uma vitória americana. Contudo, os comunistas conseguiram distrair os americanos e força-los a segui-los em direção a fronteira, abrindo caminho para que as suas tropas vindas do norte pudessem se posicionar para a posterior Ofensiva do Tet.

## Imagens

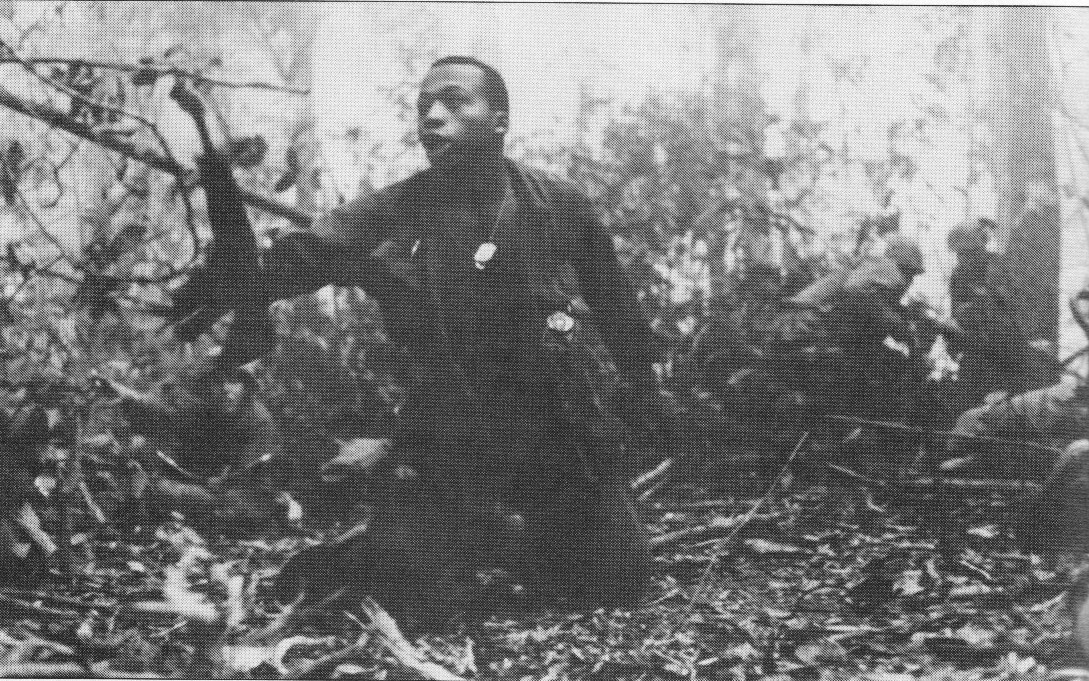
Um soldado americano chamando ajuda de um médico para um companheiro ferido durante a luta na Colina 882.
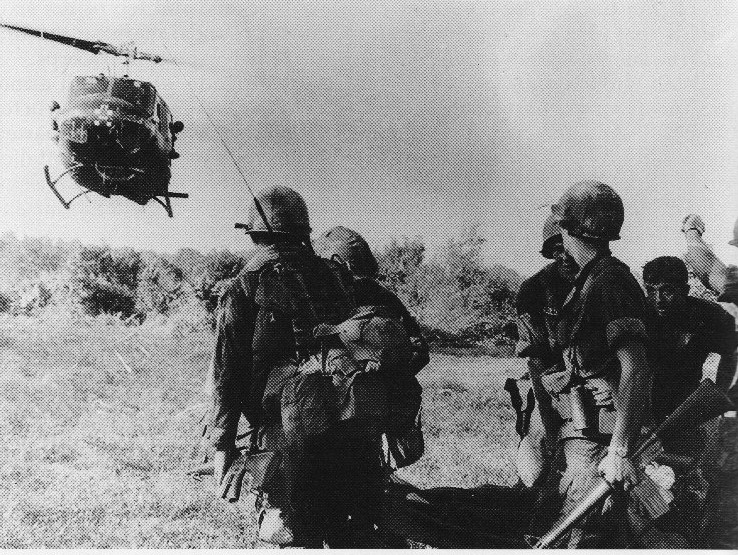
Soldados da 173ª Brigada de Combate Aerotransportada americana indo combater na Operação Greeley.
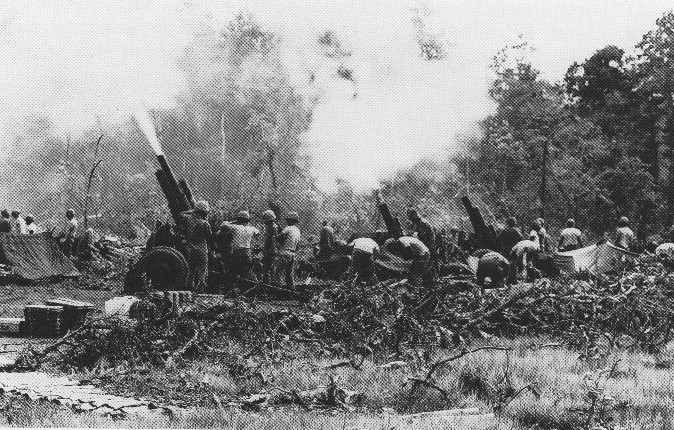
Canhões de 105 mm americanos disparando contra posições comunistas.
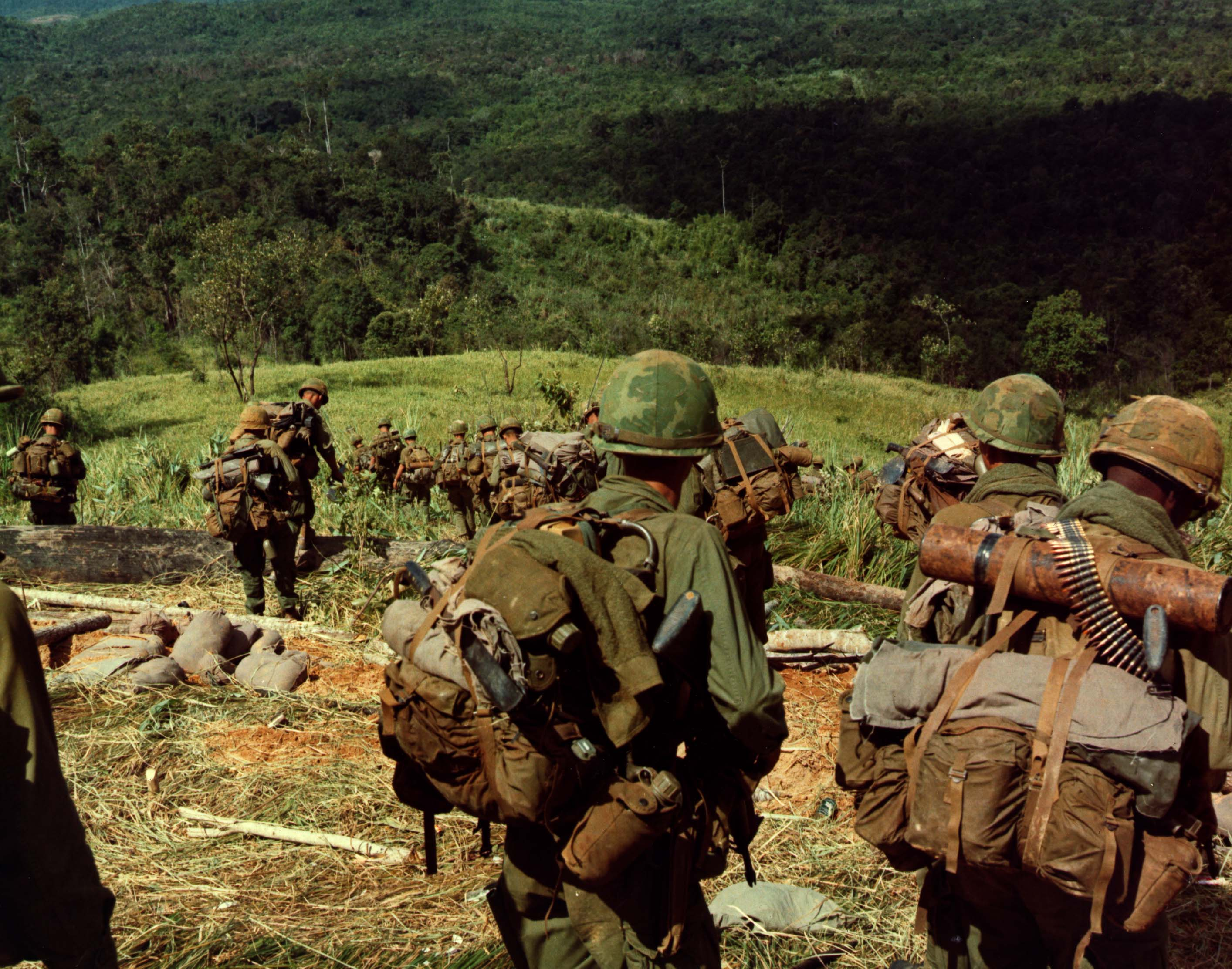
Militares dos Estados Unidos do 8º Regimento de Infantaria lutando no Vietnã.